# Dryocora howitti
Dryocora howitti is een keversoort uit de familie Prostomidae. De wetenschappelijke naam van de soort is voor het eerst geldig gepubliceerd in 1868 door Pascoe.